# Telmatoscopus vestitus
Telmatoscopus vestitus és una espècie d'insecte dípter pertanyent a la família dels psicòdids que es troba a Nord-amèrica: Colorado (els Estats Units).